# Олександр Сулипа
Олександр Володимирович Сулипа (нар. 3 червня 1972, Львів, УРСР) — український шахіст і шаховий тренер (старший тренер ФІДЕ з 2011), гросмейстер з 2001 року.

## Шахова кар'єра
У 1990 році грав на першій шахівниці «Авіа» Свіднік на командному чемпіонаті Польщі в Бидгощі. У 1993 році він поділив третє місце у круговому турнірі в Мінську, а в 1999 році переміг (разом з Рюдігермом Сегером і Дмитром Бунцманном) у Вертері (Вестф.). У наступні роки він домігся ряду успіхів, головним чином у відкритих турнірах, зокрема:
- Львів (2001, вип. 2 місце за Орестом Грицаком разом з Назаром Фірманом і Ніколою Седлаком),
- Ле-Ман — двічі 1 місце (2001, 2002),
- Розні-су-Буа (2002, I м.),
- Генгам (2004, 1 місце),
- Малакофф (2004, розділ. 2 місце за Сергієм Федорчуком),
- Париж (2004, турнір 74 APSAP VP, 1 місце),
- Кондом (2005, 3 місце після Сергія Федорчука та Вієстурса Мейєрса),
- Креон (2005, т. 1 місце разом з Маріяном Петровим),
- Авуан (2005, розділ. І, між іншим, спільно, між іншим, з Уго Тіраром, Екхардом Шміттділем і Сергієм Федорчуком),
- Кемер (2006, Чемпіонат Середземномор'я, 3 місце після Суата Аталік і Катерини Аталік)[2],
- Авуан (2008, розділ. 2 місце позаду Ентоні Костена разом із напр. з Павлом Чарнотою та Еріком Пріє),
- Легниця (2008, 3 місце після Міхала Ольшевського та Давида Арутюняна),
- Вроцлав (2009, op. 1 місце разом з Лукашем Циборовським, Володимиром Таллою та Мартином Кравцівим),
- Вейк-ан-Зее (2010, турнір Cultural Village Toernooi, див. 2 місце позаду Даріуша Свєрча разом із Сахаєм Гровером),
- Легніца (2011, op. 1 місце разом з Марчіном Сецеховичем).

Він був дуже успішним як тренер з шахів. У 1994–2001 роках був секундантом Василя Іванчука, віце-чемпіона світу 2002 року. Серед його підопічних також була чемпіонка Європи 2006 року Катерина Аталік. Також був тренером збірної України у 1996–2000 та 2011–2023 роках (за цей період українські шахісти п'ять разів підіймалися на п'єдестал пошани шахової Олімпіади). Командний Чемпіон Європи 2021 в складі збірної України. 
Випускник ЛДУФК (тренер), також має тренерську ліцензію, видану шаховими федераціями Франції та України.
Його найвищий рейтинг у кар'єрі був досягнутий 1 липня 2001 року, набравши 2516 очок, на той час розділивши 29-30 місце серед українських шахістів.

## Додатки
1. ↑  Chess Ratings (30.04.2024 20:38:06)
2. ↑  Third Mediterranean Championship in Antalya 2006.
3. ↑  OlimpBase.
4. ↑  Rating Progress Chart: Sulypa, Alexandre.